# 李汝嘉
李汝嘉，福建晋江人，明朝政治人物、進士出身。

## 生平
天顺三年（1459年），福建己卯乡试中舉。天順八年（1464年）甲申科中進士，官至衢州府知府。